# Ayelet Gundar-Goshen
Ayelet Gundar-Goshen (hebraico: איילת גונדר-גושן, Tel Aviv, 1982) é uma escritora, roteirista e psicóloga israelense. Seu primeiro romance, Uma noite, Markovitch, publicado no Brasil pela editora Todavia em 2018, recebeu o Prêmio Sapir por melhor romance de estreia.

## Biografia
Ayelet Gundar-Goshen nasceu em Israel em 1982. Formou-se em psicologia na Universidade de Tel Aviv, e estudou roteiro de cinema na Sam Spiegel Film & Television School, em Jerusalém. Trabalhou como editora de notícias no jornal diário Yedioth Ahronoth e escreveu artigos para a BBC, Financial Times, New York Times e Daily Telegraph.
Gundar-Goshen estreou na literatura em 2012 com o romance Lailah eḥad, Marḳovits' (hebraico: לילה אחד, מרקוביץ׳). A história acontece antes, durante e depois da guerra árabe-israelense de 1948, onde um grupo de homens vai da Palestina até a Europa nazista para que, por meio de casamentos fictícios, possam resgatar mulheres judias. Após chegarem em Israel, todos deveriam se divorciar e continuar com suas vidas. Iaakov Markovitch, no entanto se recusa a se divorciar da mulher com quem se casou, pela esperança de que sua esposa passasse a amá-lo com o tempo. O livro, baseado numa história real, recebeu o prêmio Sapir por melhor estreia, foi traduzido para quatorze idiomas e foi publicado no Brasil, com o título Uma Noite, Markovitch, em março de 2018 pela editora Todavia.
Seu segundo romance, Le-haʻir arayot (hebraico: להעיר אריות), foi publicado em 2014, sobre um médico que se muda de Tel Aviv para o deserto de Neguev, onde atropela um imigrante e foge sem prestar socorro. A autora conta que a inspiração para escrever essa história surgiu quando estava viajando pela Índia e conheceu um israelense que atropelou um indiano local e não parou. Quando ouviu a história, Gundar-Goshen imaginou que se ele a tivesse atingido, uma israelense da mesma idade que ele, não haveria como ele não parar e ajudar, mas por ser alguém diferente e por ter certeza de que ninguém o viu foi mais fácil fugir. A autora se sentiu impelida a escrever um romance e fazer os leitores se perguntarem se eles tinham certeza de que não fariam o mesmo. Em 2017, o livro ganhou o Prêmio Jewish Quarterly-Wingate, junto com o romance East West Street: On the Origins of Crimes Against Humanity, de Philippe Sands.
O terceiro romance, ha-Shaḳranit ṿeha-ʻir (hebraico: השקרנית והעיר), foi lançado em 2018 e é uma história sobre como o poder das histórias e das mentiras podem mudar a vida das pessoas. A protagonista, Nuphar, é uma garota comum que trabalha em uma sorveteria. Seu mundo muda completamente quando um cliente mal-educado a insulta e a humilha. Nuphar, ofendida, foge da sorveteria enquanto o rapaz sai correndo atrás dela reclamando pelo troco. Os gritos da garota alertam a vizinhança e, para sua surpresa, todos estão convencidos de que o homem tentou atacá-la sexualmente. Pela primeira vez na vida, Nuphar se encontra no centro das atenções, mas devido a uma mentira. Com este livro, a autora quis explorar o papel fundamental das mentiras na vida das pessoas. Para ela, "às vezes a mentira é o material de que uma nação é feita; às vezes é a cola que mantém um relacionamento".
A autora veio para o Brasil em 2019, para participar da 17ª Festa Literária Internacional de Paraty (FLIP). Ayelet Gundar-Goshen debateu junto com Ayòbámi Adébáyò na mesa "Angico", sobre texto e universo particular, o peso da história e da cultura em suas obras, e mediadas pela historiadora e escritora Lilia Schwarcz, refletiram sobre maternidade, amor, consentimento e corpo feminino na ficção que produzem.

## Prêmios
- 2012 - Prêmio Sapir - Lailah eḥad, Marḳovits' (hebraico: לילה אחד, מרקוביץ׳)[9]
- 2016 - Prêmio Adei Wizo - Lailah eḥad, Marḳovits' (hebraico: לילה אחד, מרקוביץ׳)[1]
- 2017 - 40º Prêmio Jewish Quarterly-Wingate - Le-haʻir arayot (hebraico: להעיר אריות)[10]